# Síntesis de tiazoles de Cook-Heilbron
La síntesis de tiazol de Cook-Heilbron destaca la formación de 5-aminotiazoles a través de la reacción química de los a-aminonitrilos o aminocinoacetatos con ditioácidos, disulfuro de carbono, oxisulfuro de carbono o isotiocianatos a temperatura ambiente y en condiciones suaves o acuosas. La variación de los sustituyentes en la segunda y cuarta posición del tiazol se introduce seleccionando diferentes combinaciones de reactivos de partida.
Esta reacción fue descubierta por primera vez en 1947 por Alan H. Cook, Sir Ian Heilbron y A.L Levy, y marca uno de los primeros ejemplos de síntesis de 5-aminotiazol con un rendimiento significativo y una diversidad de alcance. Antes de su descubrimiento, los 5-aminotiazoles eran una clase relativamente desconocida de compuestos, pero eran de interés y utilidad sintéticos. Su publicación principal ilustró la formación de 5-amino-2-benciltiazol y 5-amino-4-carbetoxi-2-benciltiazol por reacción del ácido ditiofenilacético con aminoacetonitrilo y aminocianoacetato de etilo, respectivamente. Experimentos posteriores de Cook y Heilbron, detallados en su serie de publicaciones titulada "Studies in the Azole Series", describen los primeros intentos de expandir el alcance de la síntesis de 5-aminotiazol, así como emplear 5-aminotiazol en la formación de purinas y piridinas.

## Mecanismo
En el primer paso del mecanismo de reacción para la síntesis de un 5-aminotiazol a partir de un α-aminonitrilo y disulfuro de carbono, un par solitario en el nitrógeno del α-aminonitrilo realiza un ataque nucleofílico sobre el carbono ligeramente electropositivo del carbondisulfuro. Esta reacción de adición empuja los electrones del doble enlace carbono-azufre a uno de los átomos de azufre. Actuando como una base de Lewis, el átomo de azufre dona sus electrones al átomo de carbono del nitrilo, formando un enlace sigma de azufre-carbono en una ciclación intramolecular de 5-exo. Esta ciclización forma un compuesto de 5-imino-2-tiona-tiazolidina que sufre una tautomería cuando una base, como el agua, extrae los hidrógenos en las posiciones 3 y 4. Los electrones del enlace carbono-hidrógeno sigma son empujados nuevamente dentro del anillo de tiazol, formando dos nuevos dobles enlaces con los átomos de carbono adyacentes, y catalizando la formación de dos nuevos enlaces  de nitrógeno-hidrógeno y azufre-hidrógeno. Esta tautomerización ocurre porque es termodinámicamente favorable, obteniéndose el producto final aromático 5-aminotiazol.

## Aplicaciones
Se encuentran pocos casos de aplicaciones de la síntesis de tiazoles de Cook-Heilbron en la literatura. En los últimos años, las modificaciones de la síntesis de tiazol de Hantzsch son las más comunes, en parte debido a su facilidad para introducir la diversidad del grupo R
Pocos casos de aplicaciones del Cocinero@–Heilbron thiazole la síntesis está encontrada en literatura. En años recientes, modificaciones del Hantzsch thiazole la síntesis es el más común, en parte debido a su facilidad en introducir R- diversidad de grupo.
Aun así, en 2008 Scott et al. Empleado de Cocinero-Heilbron síntesis en su aproximación para sintetizar novela de piridil y tiazoil bisamida CSF-1R inhibidores para uso en cáncer novedosos terapéuticos. Un par de compuestos que estuvieron analizados para en vivo anti-actividad de cáncer contuvo tiazol derivados que habían sido sintetizados usando una aproximación Cocinero-Heilbron. Para el caso, 2-metil-5-aminotiazoles estuvieron preparados vía condensación y ciclación de aminoacetonitrilo y etilditioacetato tan parte de la síntesis de tiazolil bisaminas: 

## Relevancia
Los tiazoles son componentes esenciales de muchos compuestos biológicamente activos que los convierten en características importantes en el diseño de fármacos. Los tiazoles se encuentran en varios compuestos farmacológicos como tiazofurina y dasatinib (agentes antineoplásicos), ritonavir (un medicamento contra el VIH), ravuconazol (agente antifúngico), meloxicam y fentiazac (agentes antiinflamatorios) y nizatidina (agente anti-úlcera).